# Rosario Rampanti
Rosario Rampanti (Carbonia, 13 marzo 1949) è un allenatore di calcio ed ex calciatore italiano, di ruolo centrocampista.

## Carriera

### Giocatore
Cresciuto nelle giovanili del Torino, allenate da Oberdan Ussello, viene ceduto al Pisa in Serie B in prestito per un anno, quindi tornò subito alla base pronto per il debutto nella serie maggiore. Per quattro stagioni divenne il titolare della fascia destra, quindi la società granata lo cedette nel 1974-1975 al Napoli. Sotto il Vesuvio disputò una stagione con il secondo posto ottenuto alle spalle della Juventus, sotto la guida di Luís Vinício.

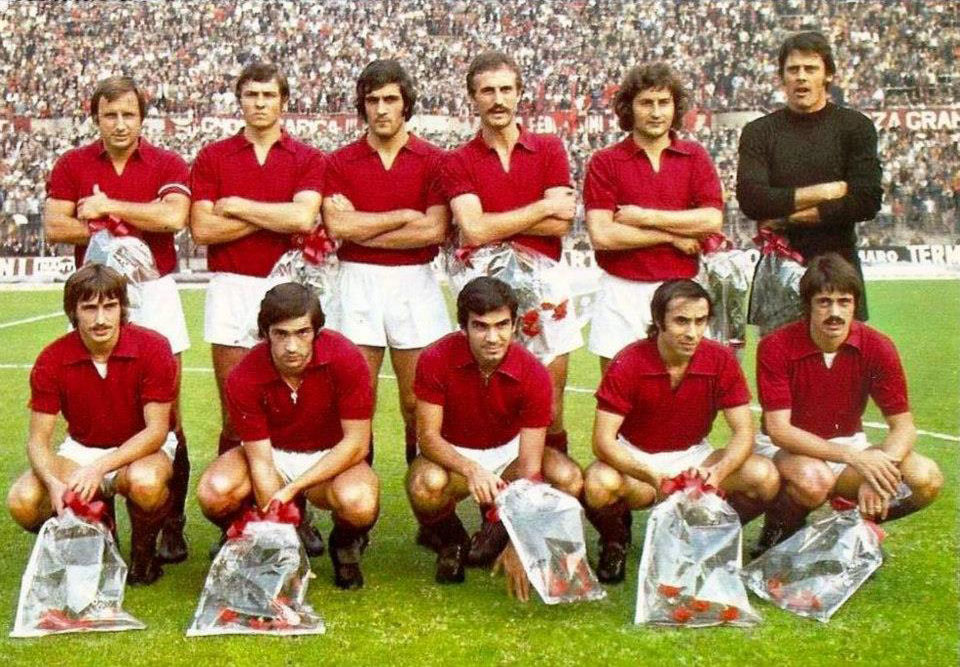
Rampanti (accosciato, al centro) al Torino nella stagione 1972-1973

Nel 1975-1976 passa al Bologna, in cui milita per quattro stagioni, intervallate da una parentesi nel Brescia in Serie B, categoria dove concluse la carriera militando nelle file della SPAL, dopo una brevissima parentesi in Australia. In carriera ha totalizzato complessivamente 172 presenze e 11 reti in Serie A e 148 presenze e 9 reti in Serie B.

### Allenatore
È stato commissario tecnico della Nazionale Under-18 di calcio dell'Italia durante gli Europei del 1999, manifestazione in cui l'Italia fu sconfitta in finale dai pari età del Portogallo.

## Dopo il ritiro
Dal 28 aprile 2010 è assessore allo sport e servizi demografici del comune di Moncalieri, in provincia di Torino.

## Palmarès

### Giocatore

#### Competizioni nazionali
- Coppa Italia: 1

Torino: 1970-1971

### Allenatore

#### Competizioni giovanili
- Campionato Primavera: 2

Torino: 1990-1991, 1991-1992